# ALCO S-2
ALCO S-2 byl typ čtyřnápravové dieselelektrické posunovací lokomotivy, vyráběný americkou společností American Locomotive Company a její kanadskou pobočkou Montreal Locomotive Works. Mezi lety 1940 a 1950 bylo vyrobeno 1 502 kusů lokomotiv S-2, což z nich činí nejpočetnější typ dieselových lokomotiv Alco. Počínaje rokem 1949 je ve výrobě postupně nahradil velmi podobný typ S-4, který byl usazen na jiném typu podvozků a udržel se ve výrobě až do začátku 60. let. Kromě 797 těchto lokomotiv bylo vyrobeno ještě 29 kusů vizuálně obdobného typu S-7 pro železniční společnost Canadian National. Na základě lokomotiv S-2 také vznikl v roce 1941 typ RS-1, který výrazně ovlivnil vývoj pozdějších amerických traťových lokomotiv.

## Popis
Lokomotiva S-2 měla klasické uspořádání amerických posunovacích lokomotiv s koncovým stanovištěm obsluhy v zadní části a jednou kapotou, pod kterou byl ukryt spalovací motor s generátorem. Hmotnost lokomotiv se pohybovala kolem 104,3 tun, palivová nádrž o objemu 2 400 l byla umístěna pod stanovištěm obsluhy. Alco S-2 měla uspořádání pojezdu Bo’Bo’ a byla usazena na dvou dvounápravových podvozcích vlastního typu Blunt. U lokomotiv S-4 byly tyto nahrazeny standardizovanými podvozky AAR typu A, což také představovalo hlavní rozlišovací znak těchto dvou typů lokomotiv.

### Spalovací motor
Lokomotivu poháněl čtyřdobý vznětový řadový šestiválec Alco 539T, jehož zdvihový objem při vrtání válců 317,5 mm a zdvihu pístů 330 mm činil cca 156,9 l. Motor dodával jmenovitý výkon 750 kW při 740 ot./min. Písmeno T v označení motoru znamenalo, že šlo o verzi přeplňovanou turbodmychadlem. S těmi mělo Alco zkušenosti již od roku 1936, kdy se s využitím licence k vynálezu Švýcara Alfreda Büchiho stalo první americkou společností, která turbodmychadlem vybavila lokomotivní motor (konkrétně šlo o typ 531T). Souběžně s motory 539T byla vyráběna i nepřeplňovaná verze s označením 539 o výkonu 490 kW, ta poháněla posunovací lokomotivy S-1 (a později S-3 a S-10), které byly jinak strojům S-2, resp. S-4 a S-7 velmi podobné. Motory řady 539 vycházely z výrobků firmy McIntosh & Seymour, kterou společnost Alco od roku 1929 vlastnila. Od předchozího typu 538 se odlišovaly upravenou olejovou vanou a uchycením tak, aby je bylo možné zapustit o několik desítek cm do rámu. Montáž motorů 538 na lokomotivní rám u předchozích posunovacích lokomotiv Alco totiž vyžadovala vysokou kapotu, zhoršující výhled obsluhy, zatímco konkurence nabízela lokomotivy s kapotou sníženou.

### Přenos výkonu

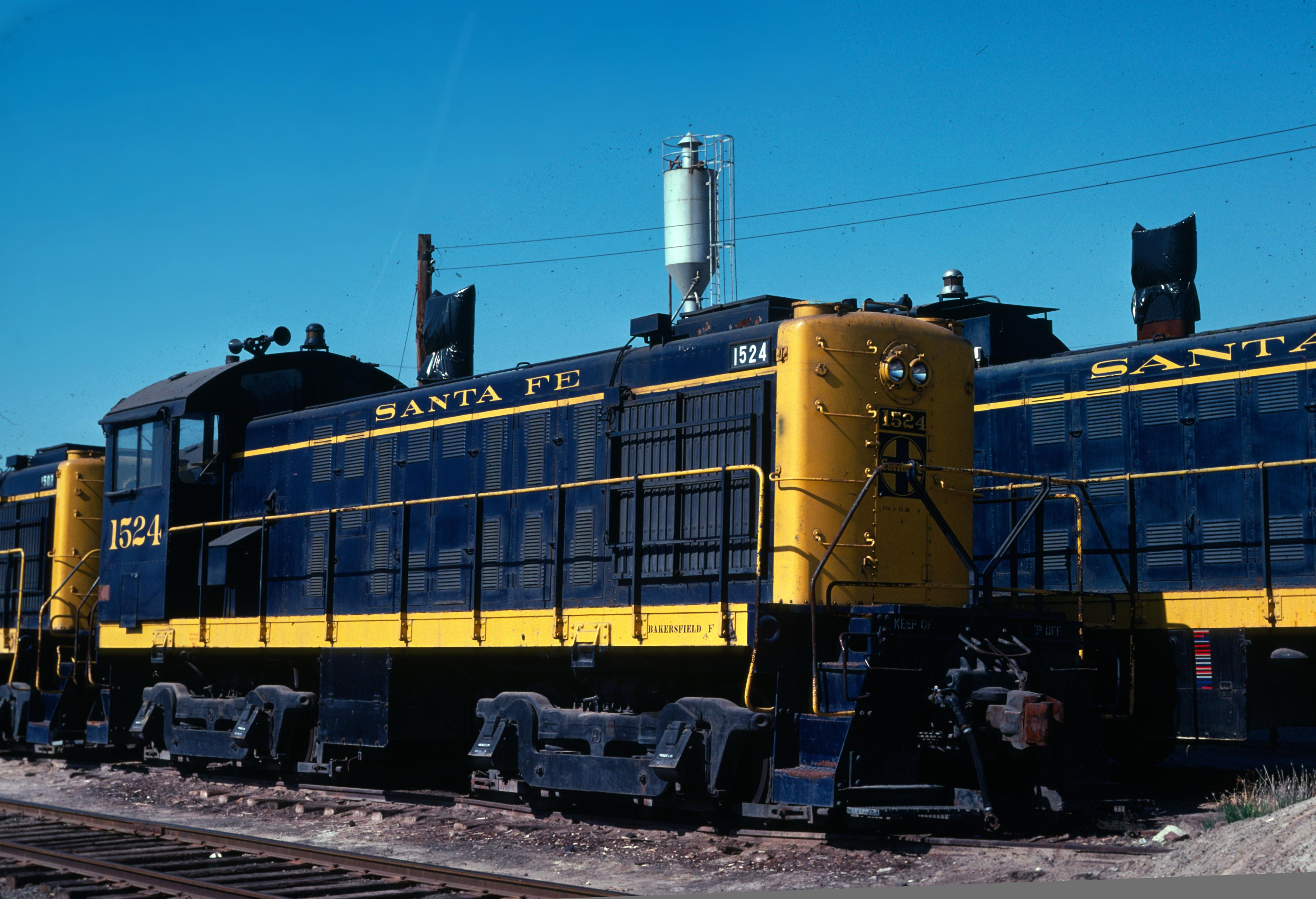
Alco S-4 na podvozcích AAR typu A

Podobně jako další lokomotivy Alco, i S-2 využívala elektrické komponenty dodávané společností General Electric. Trakční generátor byl typu GT-553 a napájel čtveřici tlapových motorů GE-731. Trakční motory mohly být v závislosti na situaci zapojeny sériově, sérioparalelně, nebo sérioparalelně se zeslabeným buzením. S výjimkou zpětného přechodu ze sérioparalelního na sériové řazení probíhala změna zapojení zcela automaticky. Při standardním převodovém poměru 75:16 a průměru dvojkolí 1 016 mm byla maximální povolená rychlost lokomotivy 97 km/h, trvalá tažná síla 151 kN (v rychlosti 13 km/h) a maximální rozjezdová tažná síla 307 kN.